# Tahoe Vista
Tahoe Vista es un lugar designado por el censo ubicado en el condado de Placer en el estado estadounidense de California. En el año 2000 tenía una población de 1,668 habitantes y una densidad poblacional de 238.3 personas por km².

## Geografía
Tahoe Vista se encuentra ubicado en las coordenadas 39°14′47″N 120°2′56″O / 39.24639, -120.04889. Según la Oficina del Censo, la ciudad tiene un área total de 7 km² (2,7 mi²), de la cual 7 km² (2,7 mi²) es tierra y 0 km² (0 mi²) (0%) es agua.

## Historia
Originalmente fue fundada en 1865 como Estación Pine Grove. En 1911 disponía de oficina de correos, y en 1913, de hotel y casino.

## Demografía
Según la Oficina del Censo en 2000 los ingresos medios por hogar en la localidad eran de $51,958, y los ingresos medios por familia eran $63,125. Los hombres tenían unos ingresos medios de $35,764 frente a los $29,250 para las mujeres. La renta per cápita para la localidad era de $24,170. Alrededor del 8.1% de la población estaban por debajo del umbral de pobreza.